# Міжнародний фестиваль летючих змій у Дьєппі
Міжнародний фестиваль Повітряних Змій у Дьєппі  - це фестиваль повітряних змій який проходить в Дьєппі (Сен-Марітім) у вересні кожні два роки. Започаткований в 1980 році, він проходив з 10 по 18 вересня 2016 року в країні, що приймає, Канаді.
Місто Дьєпп отримало ім'я «Столиця Повітряних Змій» через фестиваль.

## Демонстрація
Створений в 1980 році Фестиваль Повітряних Змій у Дьєппі є міжнародним, і збирає в середньому сорок країн-відвідувачів. Він відбувається кожні два роки протягом тижня на газонах розміром у 8 га, що межують з набережною міста, навпроти замку. На фестивалі можна помилуватися традиційними повітряними зміями, але також демонстрацією акробатичними змій, а також справжніми митцями цієї діяльності. Кожен фестиваль залучає в середньому понад 500 000 відвідувачів, і вважається великим збором у своєму роді. В останні вихідні фестивалю проводиться славетний нічний запуск, як правило, він починається приблизно 22:00. Відвідувачі можуть милуватися підсвіченими зміями під час шоу звуку та світла .
З 2010 року, фестиваль входить в число 300 найбільших подій у світі, в усіх категоріях. Фестиваль, що є безкоштовним, дозволяє брати участь в багатьох заходах і гуртках, таких як виготовлення повітряних зміїв або навіть керування ними. Багато заходів надаються дітям і школам регіону. Фестиваль робить можливим міжкультурні зустрічі, а також дозволяє гідно оцінити митців різних країн в дії.
Окрім фестивалю, на Іподромі Румансіль-Бутей, проходить світовий чемпіонат бойових повітряних змій.

## Хронологія фестивалей

### 80ті: Перші фестивалі
У 1980 році пройшов перший рік фестивалю, що зібрав в той час лише півдюжини європейських країн. Таким чином, цілих два роки відновить фестиваль.
1986 рік був роком відновлення , а також роком, коли вперше фестиваль прийме далекі делегації на газонах Дьєппу: Китай і Таїланд .
У 1988 представлений як «найбільша подія такого роду в Європі.» 17 делегацій були присутні в цьому році. Фестиваль отримує визнання ЗМІ.

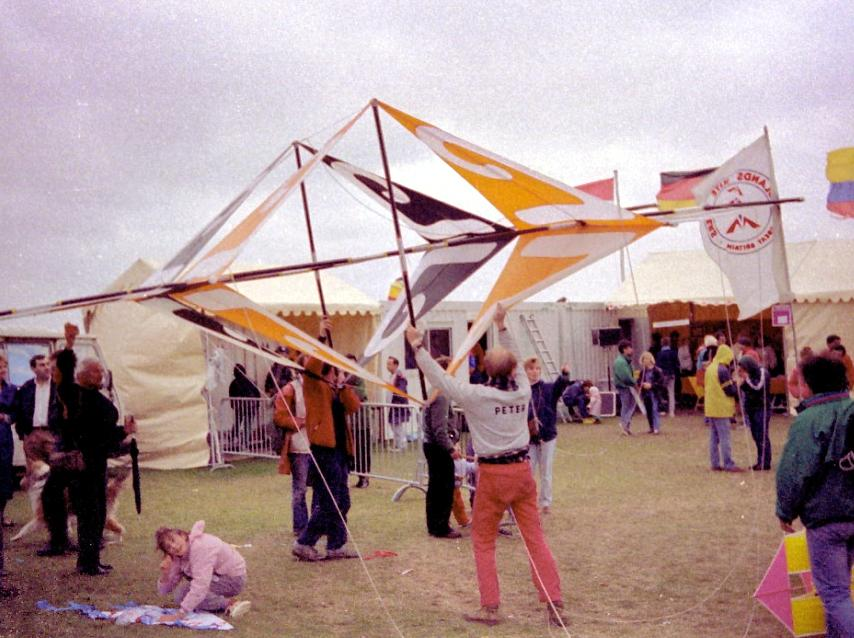
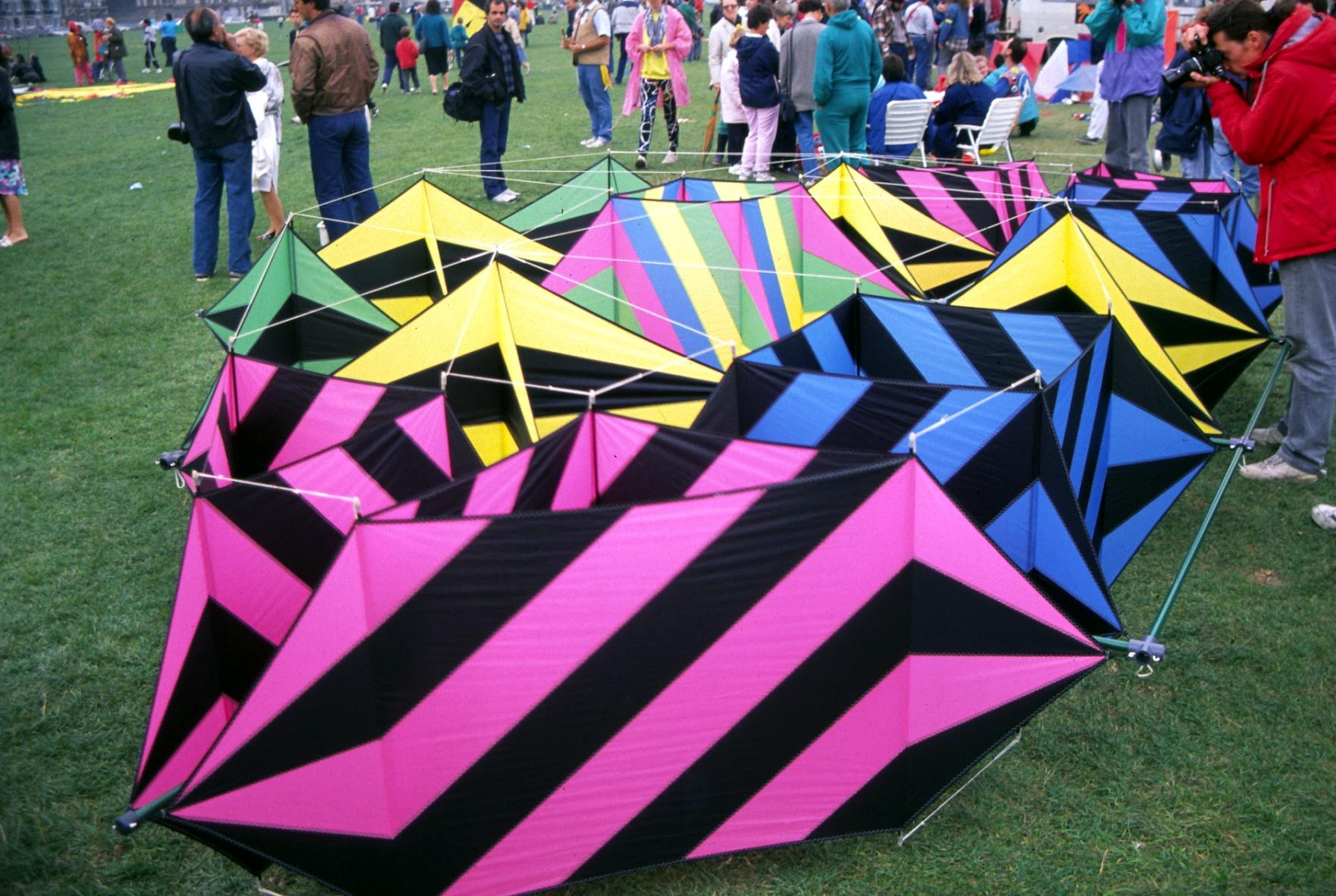
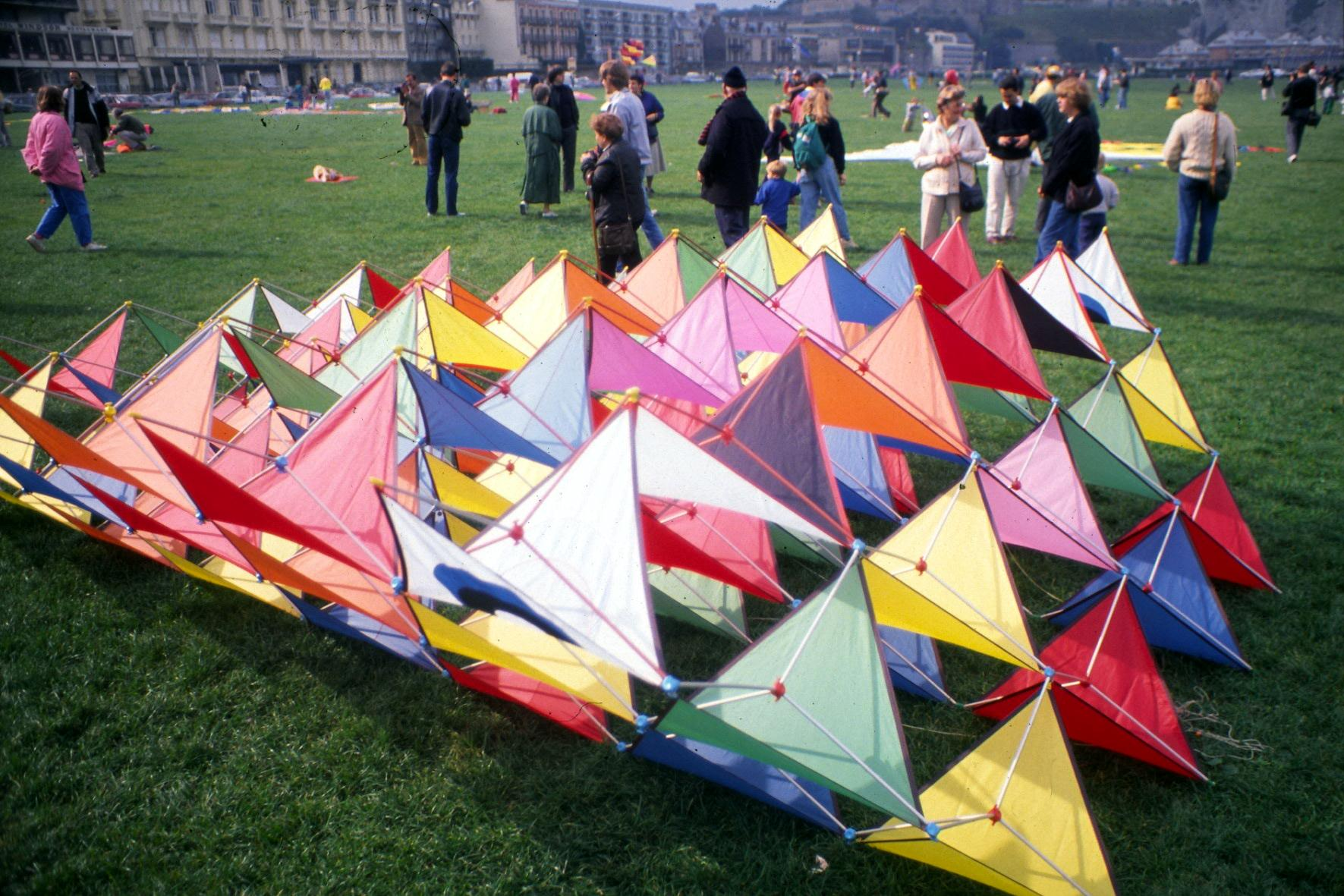
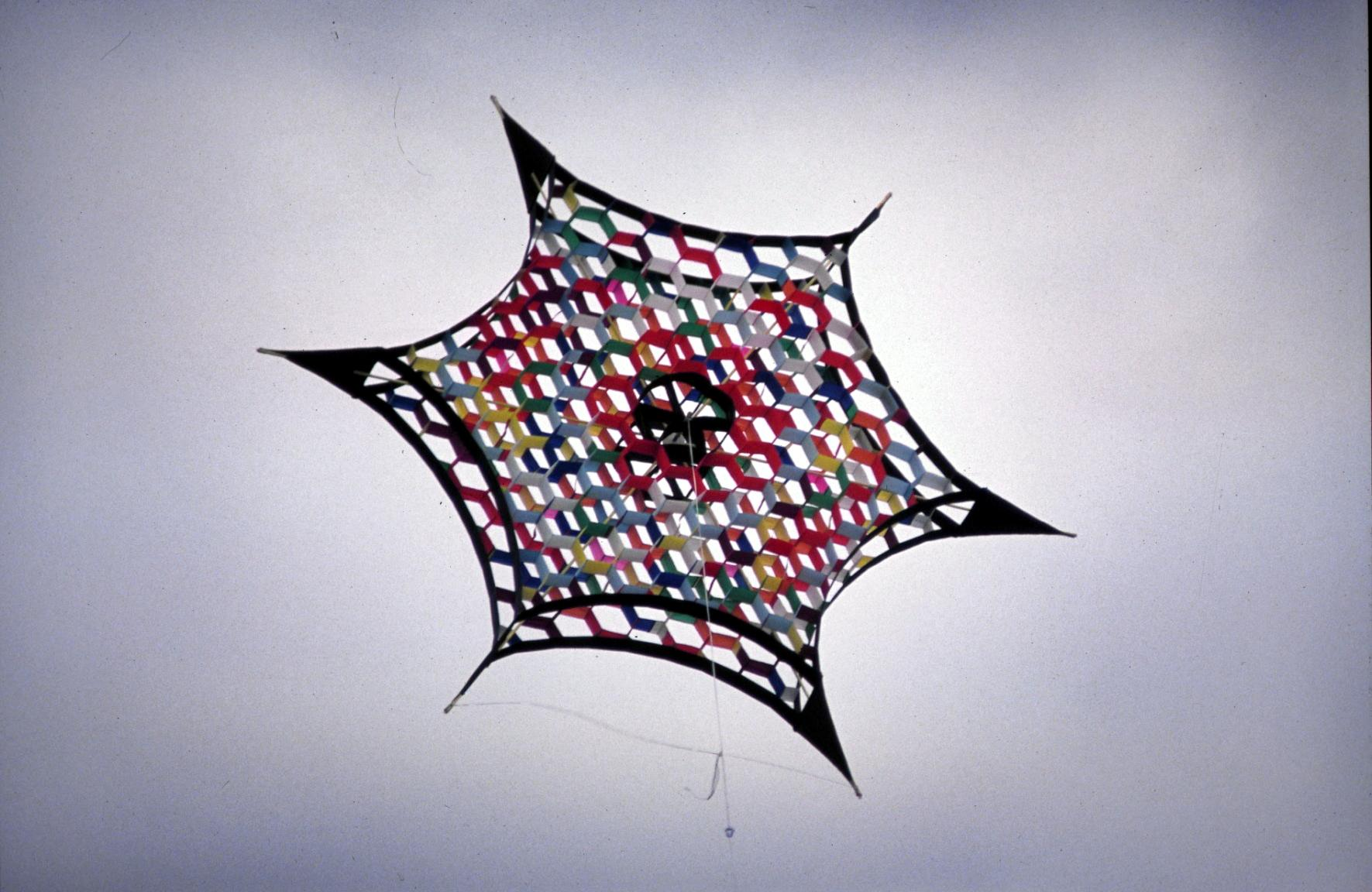

### 90ті: Утвердження
У 1990 році фестиваль привертає увагу 120000 відвідувачів до Дьєппу. 400 повітряних змій з 21 країн приїжджають сюди з нагоди фестивалю. У наступному році засновано місцеву асоціацію «Дьєпп Столиця Повітряних Змій»,  чия єдина мета полягає в тому, щоб очолювати і організовувати кожні два роки фестиваль. Попередньо, Жан Ренуар з Консульства Мистецтва Канади, в залежності від муніципалітету, очолював заходи до 1991 року 
В 1992 році, успіх фестивалю поступово підтверджується, зібравши 150 000 відвідувачів. Відтепер, налічуються 22 країни, представлені на набережній, з більш ніж 500 повітряними зміями для параду. У 1994 році фестиваль став найбільшим заходом подібного роду в Європі, що залучив 25 країн.
Фестиваль набирає міжнародну популярність, і налічує 300 000 відвідувачів, більш ніж 1 100 повітряних змій і 30 країн в 1996 році. 

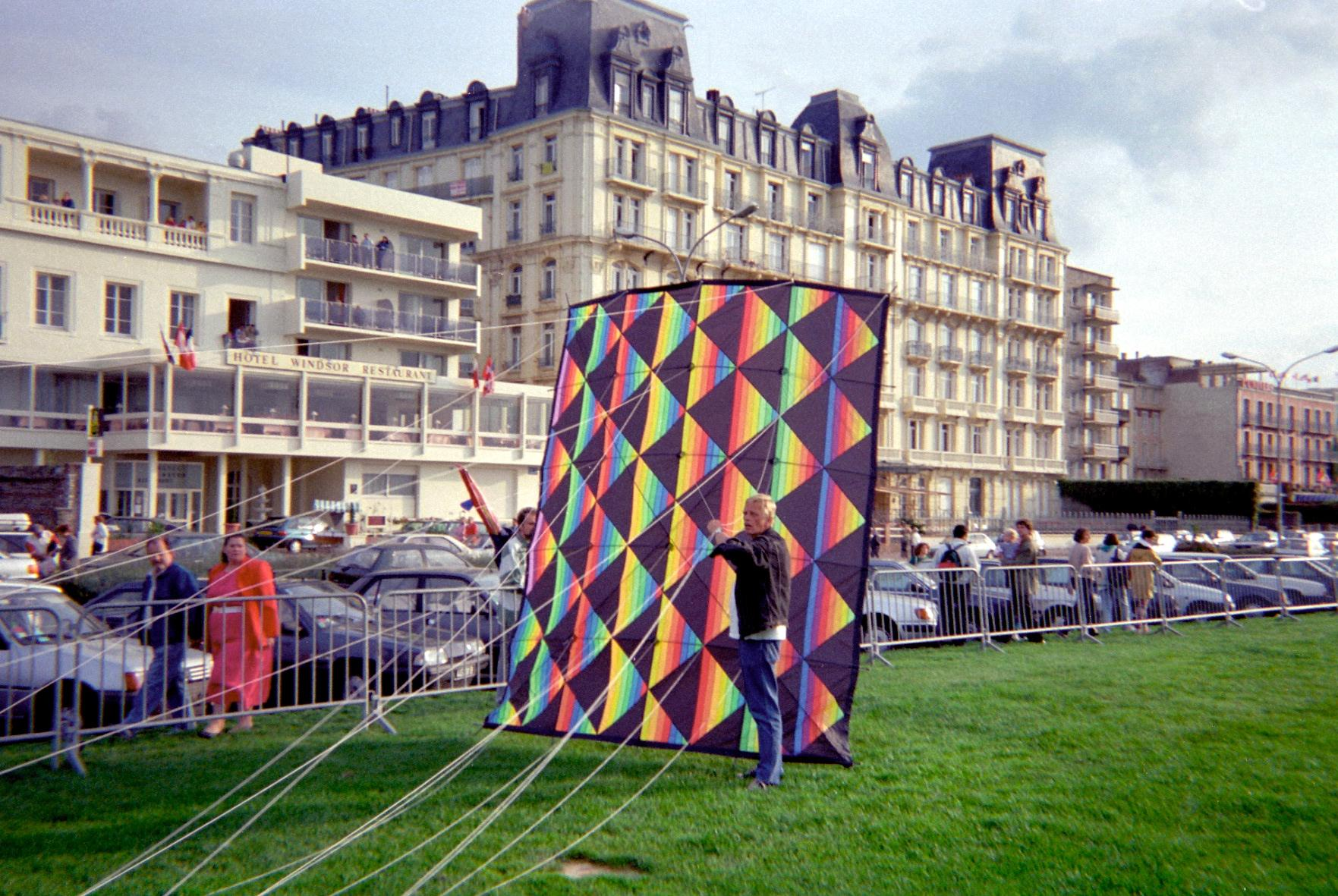
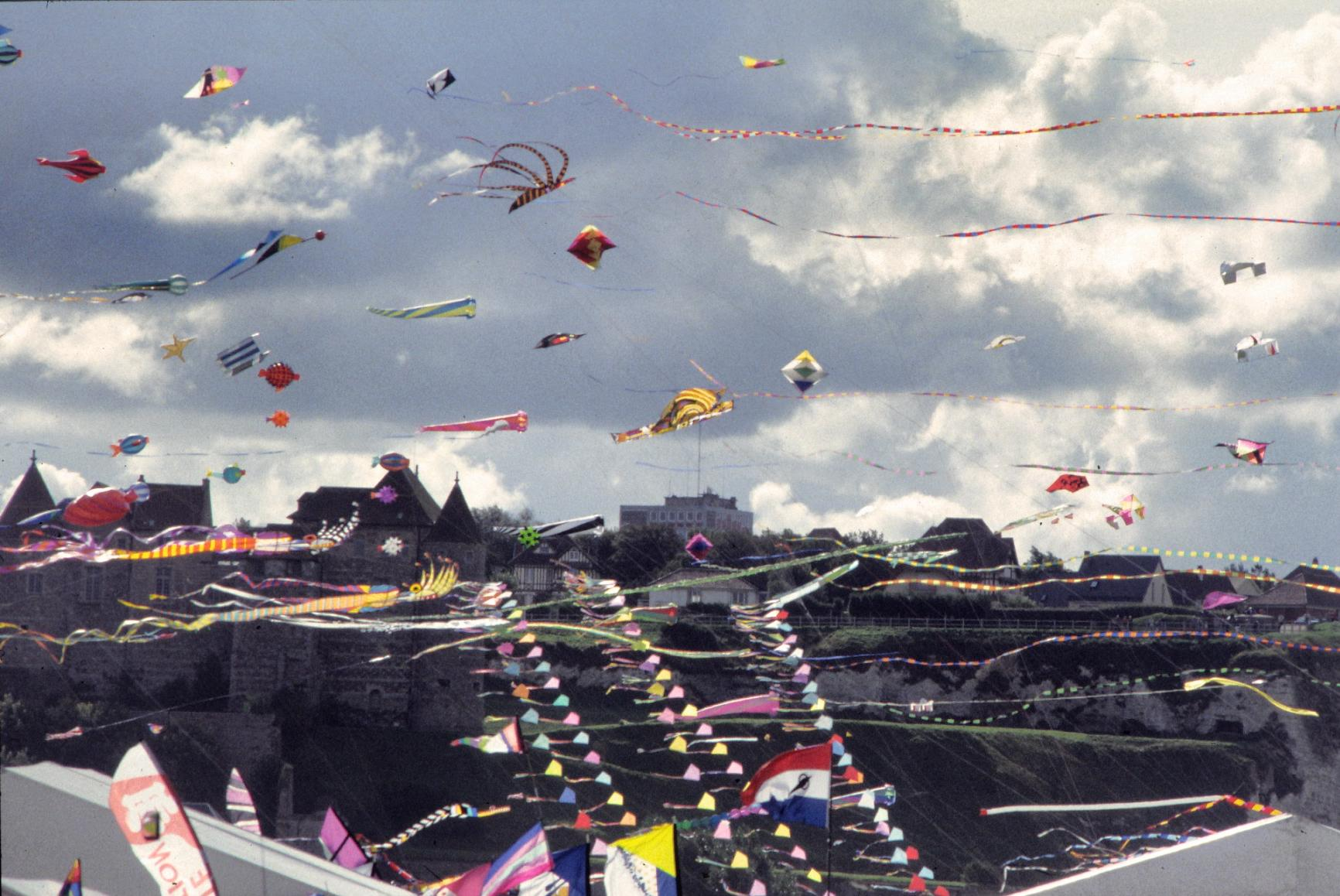
Льотне поле з замком у фоновому режимі.
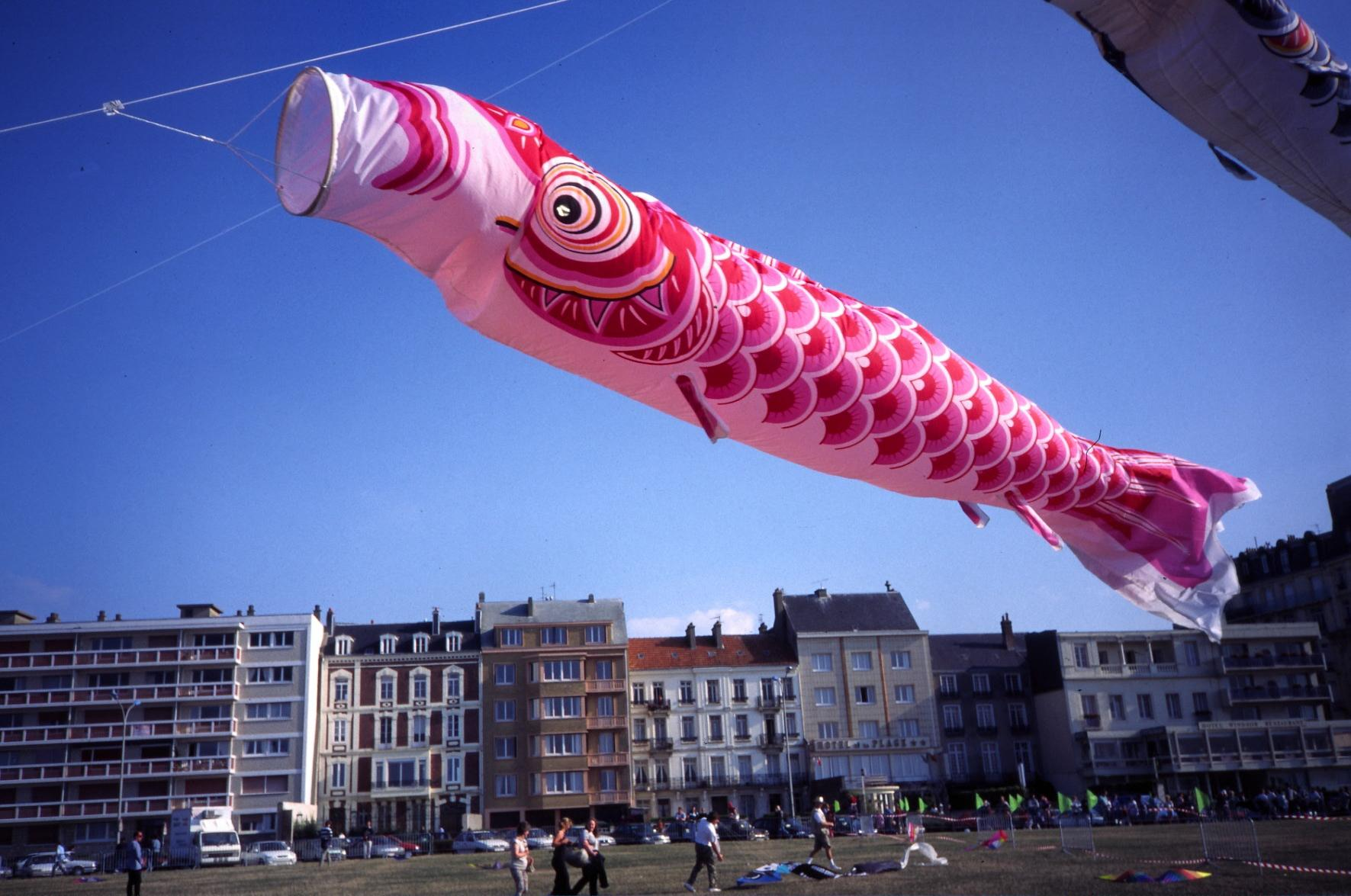
Фасади набережній в фоновому режимі.
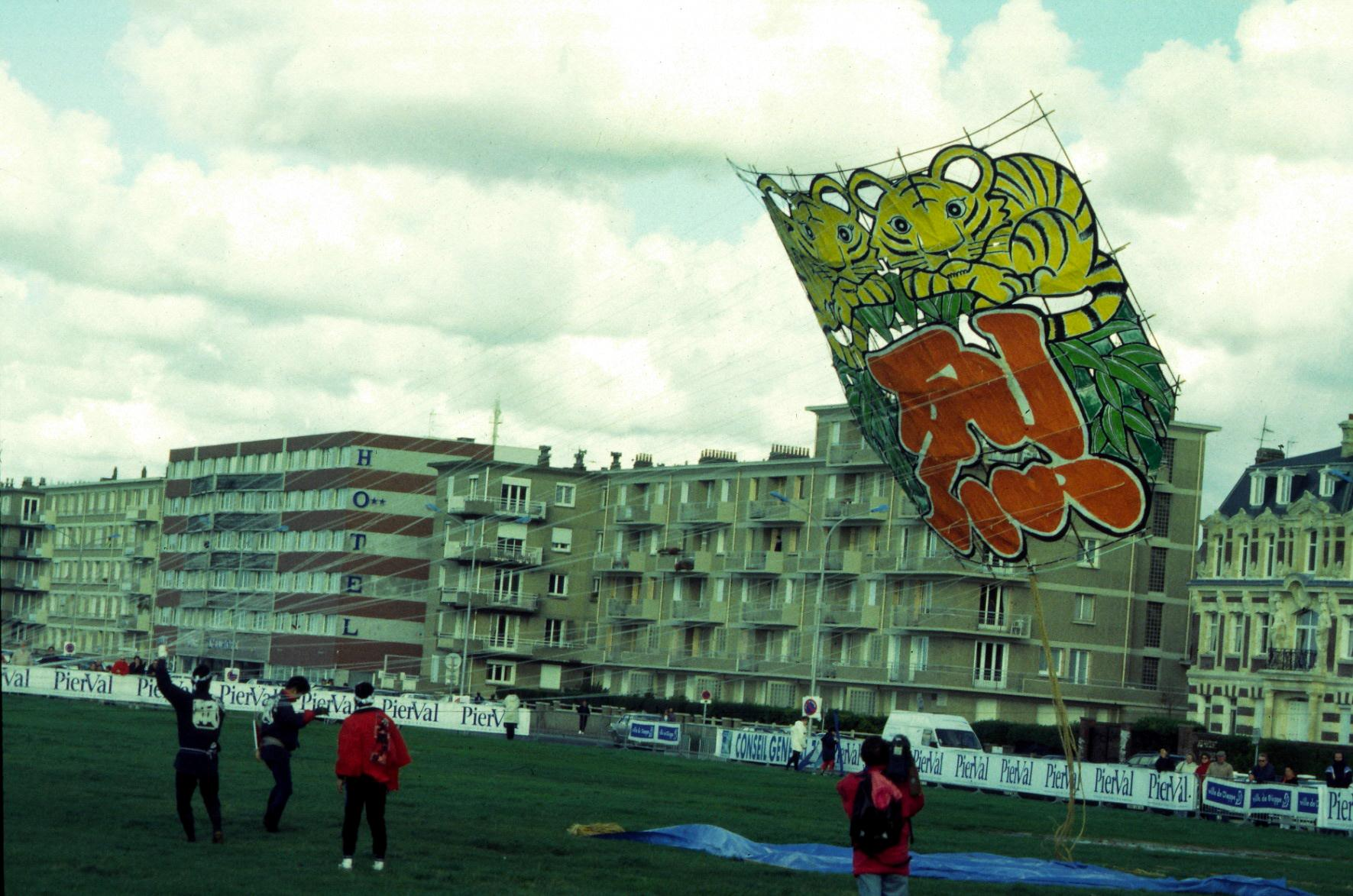

### З 2000 року по сьогоднішній день
В цьому кінці тисячоліття, 34 країни присутні на фестивалі. У 2002 році фестиваль досяг рекорд відвідуваності - 400.000 відвідувачів. Нові країни, такі як Литва та Фінляндія, присутні серед учасників. Вперше відвідувачі можуть подивитися виступи гігантських повітряних зміїв на гальці, а також насолодитись балійськими танцями й музикою  .
У 2004 році темою фестивалю були «Жінки». В тому ж році, набравши 450000 відвідувачів, зазначається збільшення відвідуваності в 18%. Вперше присутні такі країни як Тасманія і Марокко, що стала першою країною Магребу представленою в Дьеппі.
Наступний рік фестивалю був присвячений темі «Флора і фауна». Було встановлено новий рекорд цього заходу: майже 500 000 відвідувачів дізнались про фестиваль. Особлива увага приділяється охороні навколишнього середовища за участю фонду Ніколя Юло. Вперше в історії, маорі за допомоги організаторів, відновили традиційних повітряних зміїв.
У 2008, як і в кожному році проведення фестивалю, представлено сотні барвистих повітряних зміїв в небі, на тему музики і звуку. Кожна делегація знайомила публіку з традиційною музикою свого народу. 
Латинська Америка мала честь взяти участь: відвідувачі змогли відкрити для себе різні латиноамериканські традиції і культуру, а також побачити їхні повітряні змії.
2010 знаменує 15 рік проведення фестивалю, і 30 років самому заходу. На сьогодні, фестиваль входить в число 300 найбільших світових подій з 44 країнами-учасниками, і Таїланд, в честь цього, продемонстрував своїх традиційних зміїв. Тема для цього року - «Невпізнані Літаючі Об'єкти».
Зберігаючи свої позиції як найбільший фестиваль в своєму роді, у 2012 році фестиваль був під знаком «п'яти елементів». Велика Британія взяла участь і волинщики, ірландські танцюристи і традиційні спектаклі йдуть в проходах. Вперше присутня африканська країна, це - Сенегал.
Дві країни шанують для 18 - ой випуск (2014 року): Індії та Індонезії  .

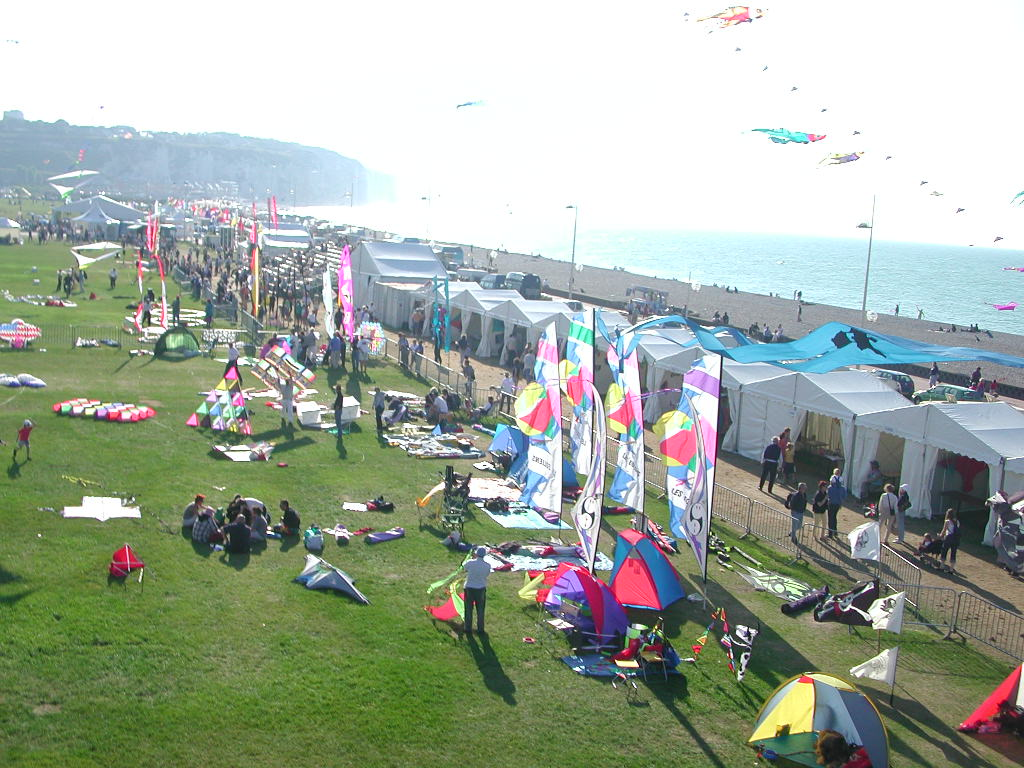
Кліті житла різних народів.
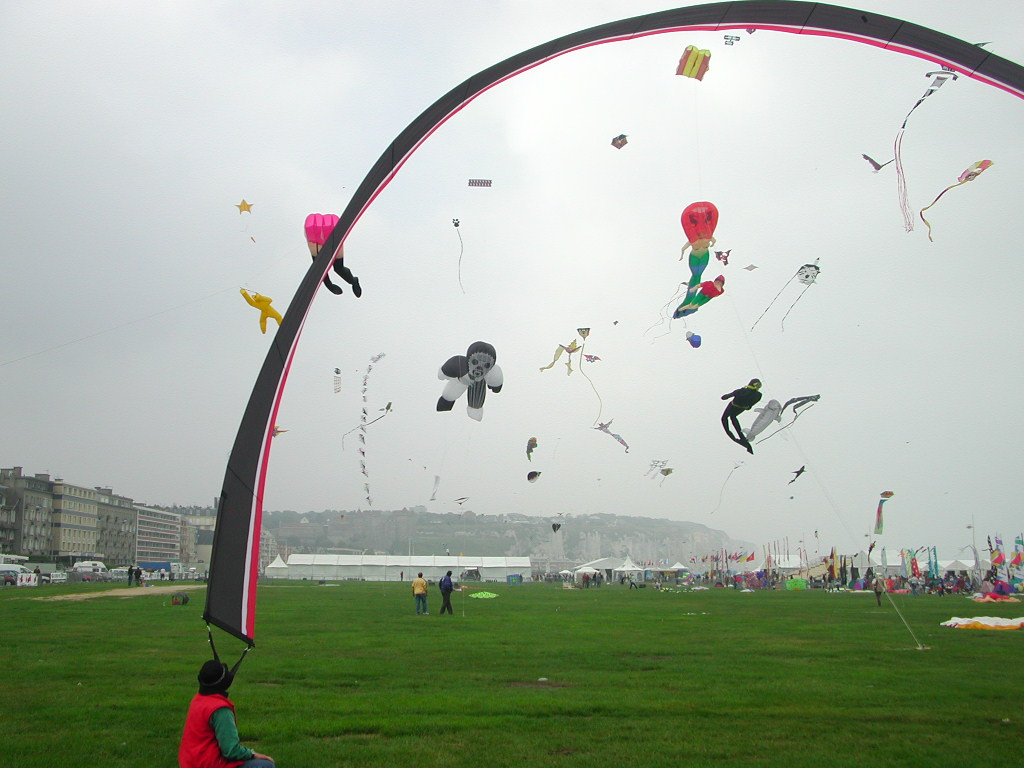
Льотне поле традиційних зміїв.
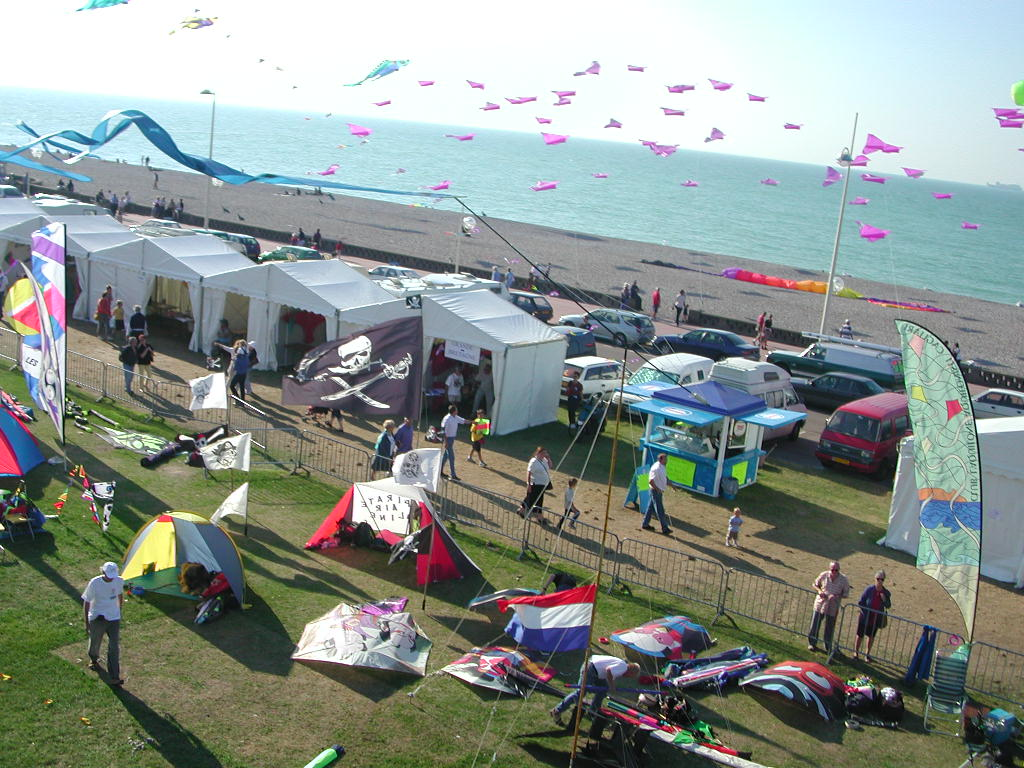
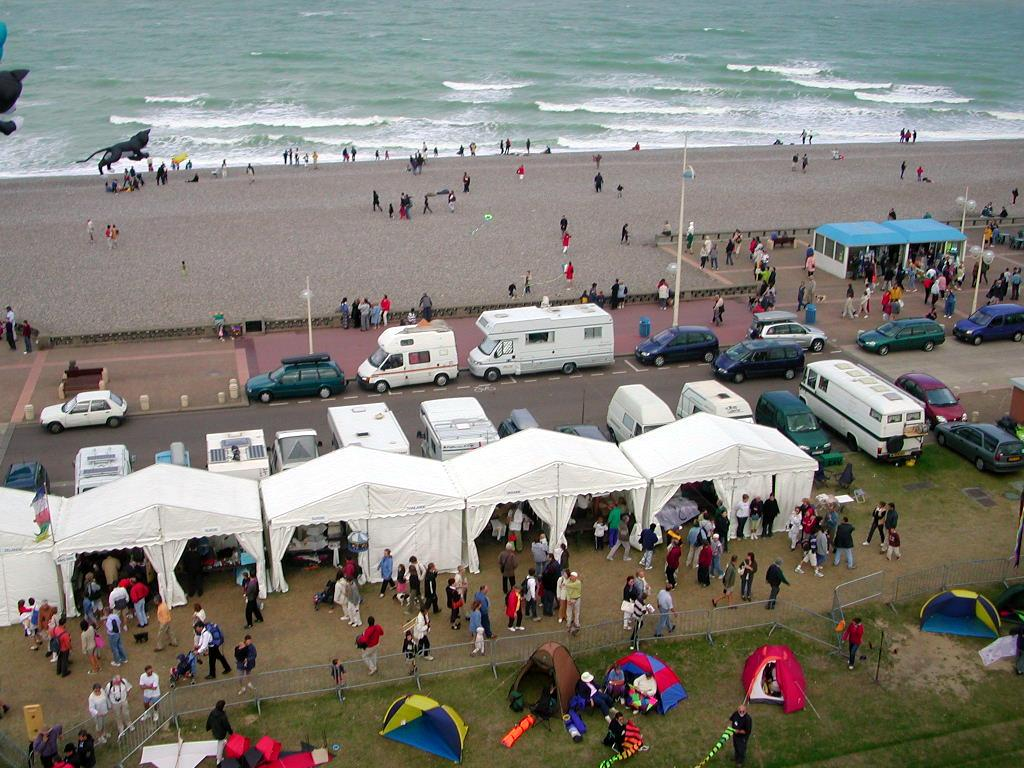
Гальковий пляж, а не літати гігантські змій.

### Фестиваль 2016 року: слава Канади
Канада проводить фестиваль цього року, і тема - «примітивне мистецтво». Деякі традиції корінних народів представлені на фестивалі у небі, як мистецтво народу Майя, тубільців і індіанців. Присутня делегація з двадцяти людей і художників з Квебека, Нью-Брансвік і Ванкувері. В селі, де проходить фестиваль можна було знайти «дерево мрій», і навіть тіпі в натуральній величині.
Фестиваль починає змінювати організацію в цьому році і надалі: «Ми сподіваємося, що фестиваль міцніше утвердиться, як культурна подія, що приводить в рух ресурси території, » свідчить Себастьян Жумель, мер Дьєппа.
Аерофотознімання через повітряного змія було проведено під керівництвом експертів Клубу Повітряних змій Франції  .
Сорок країн були присутні того року, з-поміж яких були і нові для фестивалю, як Аргентина і Гана  .